# Elza Fernandes
Elza Fernandes (née le 1er octobre 1921 à Rio de Janeiro, morte le 2 mars 1936 à Guadalupe) est le pseudonyme d’Elvira Cupello Calônio, militante communiste brésilienne condamnée à mort par un tribunal clandestin de son parti et étranglée par ses propres compagnons en 1936.

## Biographie
Elvira Cupello Calônio, fille très pauvre et presque illettrée, tombe amoureuse vers 1935 du secrétaire général du Parti communiste brésilien, Antônio Maciel Bonfim (alias « Miranda »). En janvier 1936, à la suite de l’échec du Soulèvement communiste de 1935 au Brésil, ils sont appréhendés à Rio de Janeiro dans le cadre d’une campagne massive d’arrestations. Mais deux semaines plus tard, la jeune fille est relâchée, officiellement parce qu’elle n’est d’aucune utilité pour l’enquête, mais aussi parce qu’elle est trop jeune. À sa sortie, son amant lui confie un message pour ses camarades. Cependant, juste après sa libération, les autorités se mettent à découvrir de plus en plus de cachettes des dirigeants communistes. Ces derniers commencent donc à soupçonner Elza : soit elle trahit, soit elle est négligente au point de se laisser filer. Pour tirer les choses au clair, ils organisent une enquête interne.

## Le «Tribunal rouge»
Honório de Freitas Guimarães, Lauro Reginaldo da Rocha, Adelino Deycola dos Santos et José Lage Morales s’érigent en « Tribunal rouge » clandestin sous l’étroite surveillance de Luís Carlos Prestes, chef emblématique du Parti communiste brésilien qui ne participe pas aux débats : il est, en effet, soigneusement caché à proximité. Ils sont unanimes à estimer suspecte l’attitude de la police envers Elza. En effet, tous les autres militants qui étaient tombés aux mauins de la police avaient été systématiquement torturés. Or, elle avait été libérée deux semaines après son arrestation sans avoir été trop maltraitée. Pire encore, elle pouvait rendre visite à son amant : consciemment ou non, elle était certainement au service de la police. De loin, Luís Carlos Prestes qui ne quitte jamais sa cachette, est persuadé que la jeune fille collabore volontairement  avec la police. En février 1936, il ordonne à ses camarades de la forcer à avouer « comment elle avait été préparée par la police, comment elle avait été instruite, quels avaient été les méthodes employées, par quels moyens avait-elle été achetée. » À la suite des débats, Elza est convaincue de trahison et condamnée à mort par tous les « juges », à l’exception de Morales. Cette absence d’unanimité empêche l’exécution immédiate de la sentence. Informé, Luís Carlos Prestes écrit : « J'ai été douloureusement surpris par votre manque de détermination et par votre hésitation. Ce n’est pas ainsi qu’on peut diriger le Parti du prolétariat, de la classe révolutionnaire… Y a-t-il ou non trahison de sa part ? Est-elle oui ou non trop dangereuse pour le Parti ?... En pleine conscience de ma responsabilité, dès les premiers instants je vous ai donné mon avis sur ce que j'en ferais. Dans ma lettre du 16, je suis catégorique et je n'ai plus rien à ajouter… Un tel langage n'est pas digne des dirigeants de notre Parti, c'est le langage des peureux, incapables de décision, craintifs face à leur responsabilité. Ou bien vous êtes d'accord avec les mesures extrêmes et, dans ce cas, vous devriez déjà les avoir résolument mises en œuvre, ou bien vous n'êtes pas d'accord, mais ne défendez pas comme il se doit une telle opinion. » À cette lettre, Lauro Reginaldo da Rocha lui répond : « Maintenant, n’ayez crainte à ce que la chose soit bien faite, car la question du sentimentalisme n’existe pas par ici. Par-dessus tout, nous plaçons les intérêts du Parti. ».
Elza est étranglée à l’aide d’une corde le 2 mars 1936. Ses os sont cassés pour pouvoir mettre le corps dans un sac et l’enterrer.

## Jugement
Lors de l’arrestation de Prestes et de son épouse Olga Benário, la police découvre sa correspondance avec le « Tribunal » sans toutefois comprendre immédiatement le sens des mots « mesures extrêmes » contenus dans une des lettres. Cependant, en 1940, cette affaire trouve sa conclusion dans un procès où les protagonistes sont condamnés à des sentences allant de vingt à trente ans de prison. La peine maximale est attribuée à Luís Carlos Prestes, sentence réduite toutefois par une amnistie de Getúlio Vargas en 1945, après neuf ans d’incarcération.

## La responsabilité de Prestes
Interrogé sur la responsabilité de Prestes dans cet assassinat, l’historien et biographe de Luis Carlos Prestes, Daniel Aarão Reis Filho, répond :
« Au sujet d’Elza, Prestes est co-responsable de sa mort. C’est une décision collective, mais qu’il approuve. Puis, quand le Comité Central commence à hésiter, si on doit la tuer ou non, Prestes rédige un billet violent dans le sens que le Comité doit l’exécuter. Il n’est pas le seul responsable de sa mort, la décision a été collective. J’ai toujours dit dans mon livre qu’il est important de contextualiser cet assassinat, que ça a été une erreur, une erreur grave commise par les communistes, que Prestes, en particulier, a commis. Mais je veux contextualiser qu’à cette époque il était d’usage parmi les communistes, lorsqu’une personne était considérée comme traître, de décider son élimination. »
Interrogée au sujet de la responsabilité de son père dans ce jugement, sa fille et biographe, Anita Leocádia Prestes, répond :
« A l’époque il [Luis Carlos Prestes] a nié péremptoirement [avoir donné l’ordre d’exécution d’Elza Fernandes], bien qu’il existât des lettres signées par lui en ce sens. En 1940, lors du procès, il continuait à nier. Aujourd’hui, après tant d’années, en regardant ces lettres, nous savons qu’elles sont vraies. C’était une erreur. Pas seulement son erreur à lui. C’était une erreur du Parti. […] Nous en avons parlé plusieurs fois. Il considérait qu’il s’était trompé, mais à ce moment-là c’était la guerre. Et il avait l’expérience de la Colonne. Elle était en train de trahir, elle faisait le travail de l’ennemi. Si elle était traîtresse, elle portait préjudice » .

## Roman
Le roman de Sérgio Rodrigues, Elza, a garota - A história da jovem comunista que o Partido matou,  est un roman historique très documenté sur cette affaire.